# Niewinny (powieść Johna Grishama)
Niewinny (ang. The Innocent Man) – powieść amerykańskiego pisarza, Johna Grishama z 2006 roku. Oparta na faktach.

## Opis fabuły
Książka opowiada prawdziwą historię Ronalda Keitha Williamsona, pierwszego zawodnika ze stanu Oklahoma wybranego do Major League Baseball. Opuścił on rodzinne miasteczko, by spełnić swoje marzenia i zostać znakomitym sportowcem. Nękany kontuzjami, popadł w złe nałogi (alkohol, narkotyki) i sześć lat później powrócił do rodzinnej Ady. W 1982 roku zgwałcono i zamordowano tam młodą kobietę, Debrę Sue Carter. Prokurator Bill Peterson, bazując na wątpliwych dowodach i zeznaniach niewiarygodnych świadków, oskarżył Williamsona i jego przyjaciela Dennisa Fritza. Sąd skazał Fritza na dożywocie, a Williamsona na karę śmierci.

## Rozwiązanie
W 1999 roku, po jedenastu latach pobytu w celi śmierci, w końcu udało się doprowadzić do ponownego procesu, gdyż udowodnione zostało, że poprzedni proces łamał Konstytucję i kilka innych praw. Na nowym procesie wykonano, niemożliwe w latach osiemdziesiątych, badania DNA, które jednoznacznie wykluczyły Fritza i Williamsona z kręgu podejrzeń. Prokurator Bill Peterson i policja nigdy nie powiedzieli nawet "przepraszam" do niesłusznie oskarżonych. Wznowili śledztwo i nadal chcieli oskarżyć Rona i Dennisa. Oni, natomiast, przerażeni wizją kolejnych aresztowań i przesłuchań, postanowili, z pomocą prawnika Marka Barretta, pozwać: władze Ady, władze hrabstwa Pontotoc, władze Oklahomy, Oklahomskie Biuro Śledcze oraz szereg osób odpowiedzialnych za to, co ich spotkało. Ostatecznie podpisano ugodę, bez przyznawania się do winy, na kilkanaście milionów dolarów. Miasto Ada musiało wypłacić pół miliona. Kwota odszkodowania nie została oficjalnie ujawniona, jednak spekulowało się o 5 milionach dolarów na głowę dla Williamsona i Fritza. Prawdziwym zabójcą okazał się być Glen Gore, który ostatni widział ofiarę żywą. Odsiaduje dożywocie bez możliwości ubiegania się o warunkowe przedterminowe zwolnienie. 
Ron Williamson zmarł w 2004 roku, w wieku 51 lat, na marskość wątroby.